# Скоромна їжа
Скоромна їжа, або скоромне, скором (староцерк.-слов. скрамъ — жир, масло) — продовольчі продукти, до складу яких входить їжа від теплокровних тварин (птахів і ссавців):
- м'ясо
- субпродукти (потрухи або лівер)
- тваринний жир (сало, курдюк)
- молоко, молочні та кисломолочні продукти, вершкове масло
- яйця,

а також страви та кондитерські вироби, які містять ці продукти.
Скоромна їжа зазвичай не вживається під час християнських релігійних постів.
«Скоромним» називають день, коли за церковними правилами дозволяється вживати скоромну їжу.